# Olba
Olba é um município da Espanha na província de Teruel, comunidade autónoma de Aragão. Tem 21 km² de área e em 2021 tinha 264 habitantes (densidade: 12,6 hab./km²).

## Demografia
| Variação demográfica do município entre 1991 e 2004 | Variação demográfica do município entre 1991 e 2004 | Variação demográfica do município entre 1991 e 2004 | Variação demográfica do município entre 1991 e 2004 |
| --------------------------------------------------- | --------------------------------------------------- | --------------------------------------------------- | --------------------------------------------------- |
| 1991                                                | 1996                                                | 2001                                                | 2004                                                |
| 233                                                 | 220                                                 | 210                                                 | 230                                                 |